# Deferegger und Dürrnberger Exulanten
Die Deferegger und Dürrnberger Exulanten gehörten zu den sogenannten Salzburger Protestanten, wurden aber bereits gegen Ende des 17. Jahrhunderts durch Max Gandolf von Kuenburg aus dem Salzburger Herrschaftsgebiet wegen ihres lutherischen Bekenntnisses vertrieben. Die Vertreibung der anderen Salzburger Augsburger Konfession fand wesentlich unter Fürsterzbischof Leopold Anton Graf von Firmian 1731/32 statt.

## Geschichte
Zum salzburgischen Herrschaftsgebiet gehörte auch das äußere Defereggental im heutigen Osttirol. Die lutherische Lehre fand hier bereits im 16. Jahrhundert eine nicht geringe Zahl von Anhängern, die sich jedoch bis in das 17. Jahrhundert hinein relativ unbemerkt von staatlichen und kirchlichen Behörden halten konnten. Auch eine 1666 angeordnete Durchsuchung verdächtiger Häuser brachte keine Ergebnisse. 

### Verfolgung und Ausweisung
Im Jahr 1681 wurde Martin Veldner durch Wolfgang Adam Lasser, dem Landpfleger von Windisch-Matrei, zum Verhör vorgeladen und aufgrund seines eindeutig lutherischen Bekenntnisses 1683 des Landes verwiesen. Durch diesen Vorfall aufmerksam geworden, sandte das erzbischöfliche Amt zwei Kapuziner mit dem Auftrag, nach weiteren Anhängern der Reformation zu fahnden und diese gegebenenfalls zur Rückkehr in die römisch-katholische Kirche zu bewegen. Aus ihren Berichten geht hervor, dass etwa die Hälfte der rund 1.400 Einwohner des Defereggentales lutherisch gesinnt war. Die Salzburger Behörden verfügten daraufhin eine Massenausweisung, dem sich die österreichische Regierung, die für das übrige Tirol und damit für das innere Defereggental zuständig war, anschloss. In diesen Ausweisungsbefehlen waren verschiedene zusätzliche Anordnungen enthalten: So musste die Auswanderung per sofort und nicht innerhalb dreier Jahre stattfinden und sollten die Kinder der Ausgewiesenen zurückgelassen und der Obhut der römisch-katholischen Kirche anvertraut werden – beides Vorgaben, die den Bestimmungen des Westfälischen Friedens klar zuwiderliefen. Protestantische Väter, die ihre Kinder angesichts dieser Verfügung zu verstecken beabsichtigten, sollten überdies als Galeerensklaven verkauft werden, ebenso solche, die nach der Ausweisung insgeheim zurückkehrten, um ihr zurückgelassenes Vermögen mitzunehmen.

### Protest desCorpus Evangelicorumund kaiserliches Mandat
Diese Verfügungen und Androhungen führten dazu, dass das Corpus Evangelicorum – darunter Friedrich Wilhelm von Brandenburg – scharf protestierte. Die evangelischen Fürsten warfen den erzbischöflichen Behörden Salzburgs unter anderem einen Bruch des Westfälischen Friedens vor. Fünf Jahre dauerten diese Auseinandersetzungen. Erst am 6. September 1690 griff der Kaiser in die Debatte ein und verfügte, dass den Deferegger Protestanten samt ihren Kindern und ihrem Vermögen freier Abzug gewährt werden sollte. Was den lutherischen Bewohnern des Defereggentales gewährt wurde, blieb allerdings den Knappen vom Dürrnberge bei Hallein versagt. Sie mussten ihre Kinder zurücklassen. Ihre Habe wurde von den Behörden eingezogen.

## Statistik und weitere Entwicklungen
Nach der behördlichen Statistik betrug die Zahl der Ausgewiesenen aus dem Defereggental 621 Erwachsene und 289 Kinder. Aus dem Gebiet Dürrnberg kamen rund weitere 100 Exulanten dazu. Die Vertriebenen fanden schließlich eine neue Heimat in Franken und Schwaben, vor allem im Herzogtum Württemberg. Knapp 50 Jahre später kam es zu einer weiteren, noch größeren Auswanderung von Protestanten aus Dürrnberg.